# Niżniemachowo
Niżniemachowo (ros. Нижнемахово) – wieś (ros. село, trb. sieło) w zachodniej Rosji, w sielsowiecie worobżańskim rejonu sudżańskiego w obwodzie kurskim.

## Geografia
Miejscowość położona jest nad rzeką Worobża (dopływ Psioła), 5 km od centrum administracyjnego sielsowietu worobżańskiego (Worobża), 17,5 km od centrum administracyjnego rejonu (Sudża), 84 km od Kurska.
W granicach miejscowości znajdują się ulice: Centralnaja, Ługowaja, Mira.

## Demografia
W 2010 r. miejscowość zamieszkiwało 238 osób.